# 魚住由紀
魚住 由紀（うおずみ ゆき、1962年7月28日 - ）は、日本のフリーアナウンサー、農園経営者。

## 来歴
東京都小平市出身。フェリス女学院大学卒業。
大学を卒業後、山形放送 (YBC) のアナウンサーを経てフリーアナウンサーに転向。フリー転向直後には主に関東で活動していたが、後に関西へ移住した。
1995年1月17日の阪神・淡路大震災発生時に、当時神戸市東灘区にあった自宅が被災。これを機に防災・復興関連の活動が増えていき、同年4月からはMBSラジオの災害情報番組『ネットワーク1・17』のパーソナリティを17年半にわたって務めた。後の東日本大震災発生時にも、『ネットワーク1・17』の関連番組である『ネットワーク3・11』のパーソナリティを務めていた。
1999年にファイナンシャル・プランナーの資格を取得した。
2022年時点では夫とともに長野県原村に居住し、現地でフルーツほおずきなどの栽培・加工・販売をしている。

## 担当番組
- ミュージックブランチ（YBCラジオ）[2]
- ターミナルミュージック（YBCラジオ）[2]
- ラジオRAMDA GORO探検隊（ラジオ関西、1996年 - 1998年）[7]
- 諸口あきらのイブニングレーダー（MBSラジオ、1993年 - 2002年）
- ネットワーク1・17（MBSラジオ、1995年 - 2012年）
- 情報ラヂオ・スパイス!（MBSラジオ、2002年）
- MBSニュースワイドアングル（MBSラジオ、2003年 - 2005年）
- ネットワーク3・11（MBSラジオ、2011年）
- てくてく♪信州（MBSラジオ、2014年）